# El rey de Roma

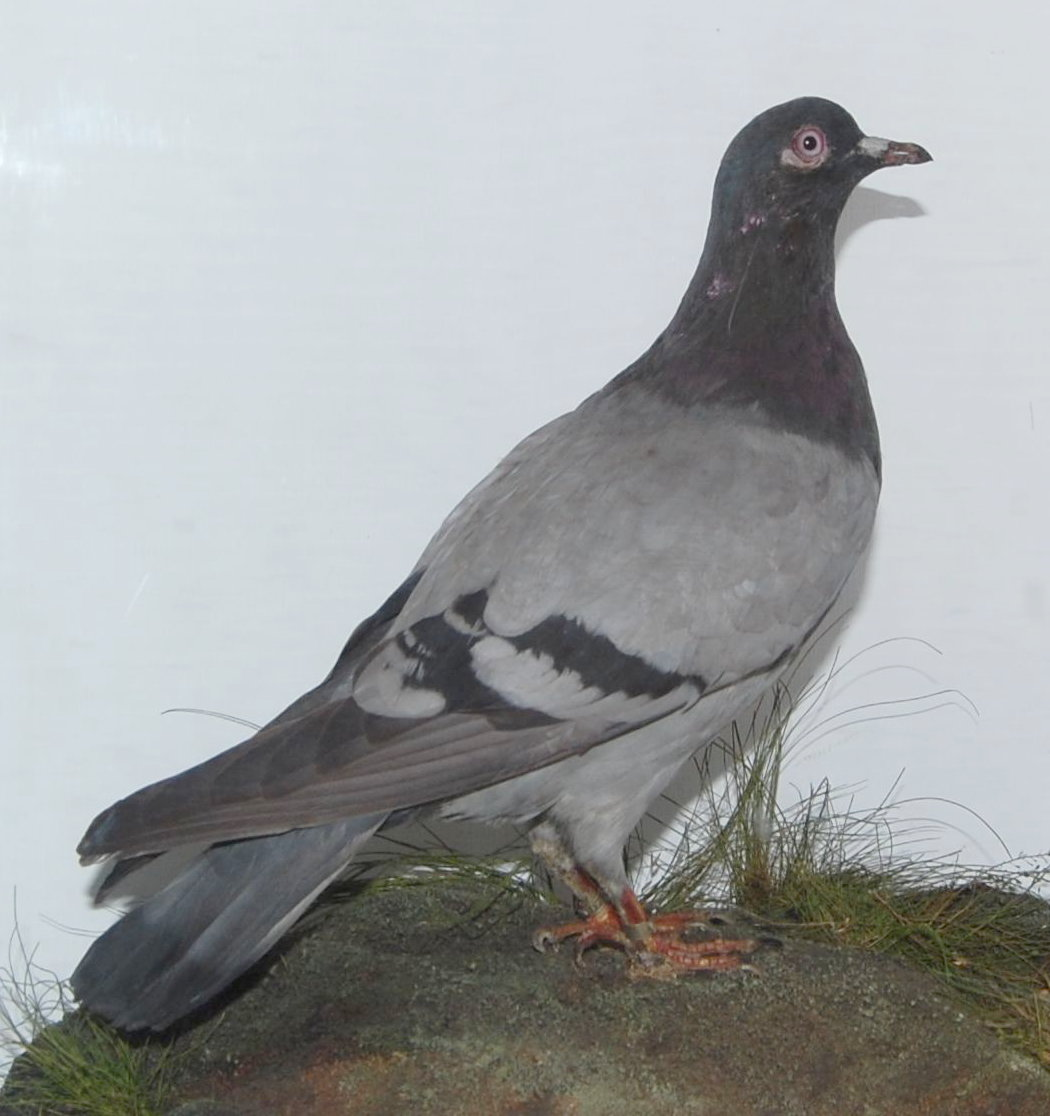
El pájaro preservado al Derby Museum and Art Gallery.

El rey de Roma (en inglés The King of Rome) fue una exitosa paloma de cursas que ganó una cursa de 1611 km de Roma a Inglaterra el año 1913. También fue el tema de una canción y de un libro, ambos del autor Dave Sudbury; la primera es conocida sobre todo por la versión grabada por June Tabor.

## El pájaro
El rey de Roma fue una paloma de cursas que ganó una cursa de 1611 km que iba de Roma a Inglaterra; fue en 1913. El pájaro, un macho azul, con identificación de anillo NU1907DY168, pertenecía y era cuidado por Charlie Hudson (nacido en los inicios de los años 1870 y muerto el 13 de marzo de 1958 a los 84 años), de Brook Street, en Derby (actualmente demolido), del cual se cree que empezó las cursas de palomos en 1904. Cuando se llevó a cabo la cursa, era presidente y tesorero del Derby Town Flying Club. También escribía sobre temas de cursas de palomas en el Derby Evening Telegraph, un diario local. Cuando el pájaro murió, Hudson dio su cuerpo al Derby Museum and Art Gallery donde su piel disecada está preservada bajo el número de acceso DBYMU.1946/48. A pesar de que fue expuesto a Derby y en algunos otros lugares, entre ellos el Walsall Museum y Wollaton Hall en Northamptonshire, actualmente (2011) no está en exposición.

## La canción

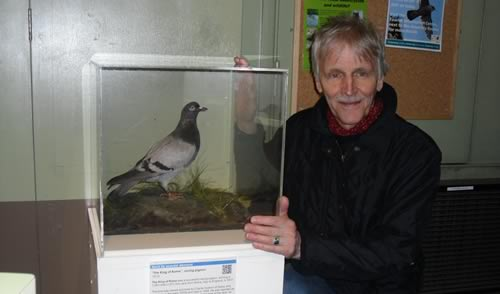
Sudbury, in 2012

El rey de Roma y su propietario fueron tema de una canción y de un libro escritos por Dave Sudbury. La versión más famosa de la canción es la de June Tabor. La canción dice on the day of the big race a storm blew in. A thousand birds were swept away and never seen again (el día de la grande cursa irrumpió una tormenta. Mil pájaros fueron barridos y nunca más fueron vistos), lo que indica los peligros relacionados con este tipo de cursas. Después de oír la interpretación de Sudbury durante una competición hacia el final de los años 80, donde era juez, Tabor grabó la canción por su álbum de 1988 Aqaba. Brian McNeill, finalista en el acontecimiento, dijo:

The King of Rome fue la canción más importante cantada aquella noche y tendría que haber ganado.
Brian McNeill

McNeill ha interpretado la canción diversas veces desde entonces, y hay disponible una grabación en directo en su álbum del 2000 Live and Kicking.
La banda Half Man Half Biscuit también grabó una versión de la canción que no se ha revelado.

## El libro
La letra de la canción de Sudbury ha sido reproducida en un libro de 32 páginas con ilustraciones de Hans Saefkow.